# Black Callerton
Black Callerton är en by i civil parish Woolsington, i distriktet Newcastle upon Tyne, i grevskapet Tyne and Wear i England. Byn är belägen 9 km från Newcastle upon Tyne. Black Callerton var en civil parish 1866–1955 när blev den en del av Woolsington. Civil parish hade 365 invånare år 1951.